# ImmuneGamma
ImmuneGamma (đọc là immune - gamma) là chế phẩm điều biến miễn dịch, được chiết tách từ thành vách vi khuẩn Lactobacillus fermentum, có tác dụng tăng cường hệ miễn dịch toàn thân, cân bằng hệ vi sinh đường ruột và nhiều công dụng khác cho cơ thể con người.

## Lịch sử ra đời
Những năm 80 của thế kỷ 20, theo yêu cầu của Nhà nước Soviet, các nhà vi sinh học Liên Xô đã tiến hành thử nghiệm phân tách tế bào vi khuẩn lành tính dòng Lactobacillus bằng enzym thành vô số tiểu phân nhỏ, và thu được một chế phẩm có tác dụng tốt trong kích thích miễn dịch, có ý nghĩa lớn trong cuộc chiến tranh Lạnh, và được gọi chung là các chế phẩm điều biến miễn dịch tự nhiên.
Cuối thập kỷ 90, các nhà khoa học Mỹ bắt đầu tiếp cận với ý tưởng này và đi sâu vào việc hoàn thiện công nghệ phân giải tế bào và chiết tách, cho ra đời nhiều sản phẩm mang công dụng hỗ trợ điều biến miễn dịch khác nhau.
Năm 2009, Tiến sĩ Riordan N.H. cùng cộng sự tại Viện nghiên cứu dị ứng Hoa Kỳ đã cho ra đời chế phẩm thế hệ mới nhất, chiết xuất từ chủng vi khuẩn thuần chủng Lactobacillus fermentum sử dụng công nghệ chiết xuất enzyme đặc hiệu và lọc sạch tối đa.
Năm 2010, chế phẩm này đã được chuyển giao về Việt Nam và được sản xuất tại công ty TNHH Tư vấn Y Dược Quốc tế (IMC) theo hợp đồng chuyển giao độc quyền công nghệ từ công ty Biotech Research Institute (BRI-Hoa Kỳ). Tên thương mại của chế phẩm tại Việt Nam được đặt là ImmuneGamma.
Năm 2014, Công ty IMC tham gia dự án "Nghiên cứu, phát triển và làm chủ Công nghệ sản xuất quy mô công nghiệp một số chế phẩm vi sinh, enzym và protein" số CNC.02/DAPT/13 do chính phủ Việt Nam tài trợ, dựa trên công nghệ của BRI, chế phẩm ImmuneGamma đã được công ty sản xuất và gửi tham dự dự án. ImmuneGamma nằm trong chương trình quốc gia "Chương trình nghiên cứu, đào tạo và xây dựng hạ tầng kỹ thuật công nghệ cao" nhằm mang đến những chế phẩm chất lượng tốt nhất.
ImmuneGamma được sản xuất độc quyền tại công ty TNHH Tư vấn Y Dược Quốc tế (IMC) và tên thương hiệu ImmuneGamma đã được công ty IMC đăng ký bảo hộ tại Cục sở hữu trí tuệ Việt Nam.

## Cơ chế tác dụng
ImmuneGamma là thành phẩm thương mại chứa hợp chất Muramyl Polysaccharide glycan (MPG),  có trong thành tế bào vi khuấn không độc hại và được tinh chế từ vi khuẩn gram dương Lactobacillus fermentum. Nghiên cứu cho thấy ImmuneGamma có hiệu ứng kích thích hệ thống miễn dịch, tăng sự sản xuất interleukin 1, 6 và 12 và kích thích sự tăng sinh tế bào lympho ở người.
Các chuỗi muramyl-peptid  trong immune - gamma có nhiều tác dụng trong hoạt động sinh học bao gồm việc tạo khả năng miễn dịch thể dịch và miễn dịch trung gian tế bào và kích thích sự đề kháng tự nhiên.
Cơ chế chủ yếu để tăng cường hệ miễn dịch  của ImmuneGamma là sự kích hoạt các đại thực bào . Đại thực bào được kích hoạt dẫn đến tăng cường sản xuất ra các gốc oxy kháng khuẩn như superoxide và peroxide và làm tăng sự tiết các cytokin như interleukin và TNF. Những cytokin này, bên cạnh kích hoạt các bạch cầu, tế bào lympho B và lympho T, nó còn có hoạt động trên hệ thần kinh trung ương để tạo ra các phản ứng sinh học như sốt và ngủ. Các chuỗi muramyl peptid cũng hoạt hóa đại thực bào và các tế bào khác của hệ miễn dịch để giết các tế bào ung thư.
Ngoài ra, thành phẩm ImmuneGamma chính là một phần của tế bào vi khuẩn lành tính chủng Lactobacillus nên có tác dụng kích thích sự phát triển của chính các chủng vi khuẩn này trong hệ tiêu hóa của con người. Thành phần peptidoglycan cũng là nguồn "nguyên liệu" chủ yếu để tái tạo các tế bào biểu mô trong thành ruột non và ruột già. Nhờ đó, ImmuneGamma giúp cân bằng lại hệ vi khuẩn đường ruột, làm giảm sự sinh trưởng của vi khuẩn có hại, nhờ đó giúp ngăn ngừa các bệnh về đường ruột, đường tiêu hóa.

## Công dụng
- Tăng cường sức mạnh và hiệu quả của hệ miễn dịch, chống lại các bệnh viêm nhiễm nói chung do vi khuẩn, virus gây ra nhờ tác động tăng sinh lympho B (miễn dịch thể dịch) và lympho T (miễn dịch tế bào).
- Trên ống tiêu hóa: ImmuneGamma trở thành những dưỡng chất bổ sung cấu tạo nên lớp biểu mô (epiteli) của lông nhung ruột non và thành ruột già. Do đó, tăng khả năng hấp thụ chất dinh dưỡng tại ruột non, tăng khả năng tái hấp thụ nước và dưỡng chất tại ruột già. Hiệu quả trên các thực nghiệm giúp tiêu hóa tốt cho trẻ biếng ăn và hồi phục viêm đại tràng cấp và mãn tính.
- Với các bệnh ngoài đường tiêu hóa:

- Dị ứng đường hô hấp
- Nhiễm khuẩn hô hấp: Vận động viên và trẻ nhỏ uống Lactobacillus fermentum thấy giảm rõ nhiễm khuẩn đường hô hấp.
- Nhiễm khuẩn đường tiết niệu – sinh dục: Lactobacilli trú ngụ đường âm đạo, dùng trong nhiễm nấm Candida và E.coli đường niệu – sinh dục nữ. Tác dụng kép: ức chế trực tiếp tại chỗ vi khuẩn và thúc đẩy hệ miễn dịch niêm mạc âm đạo.
- Với các bệnh ngoài da: ImmuneGamma cải thiện viêm da dị ứng ở trẻ nhỏ, có hiệu lực chống eczema, vảy nến, chứng mũi đỏ.
- ImmuneGamma với bệnh ung thư: Lymphô T làm tăng khả năng của đại thực bào diệt các tác nhân gây bệnh nội sinh và tế bào u, vì vậy ImmuneGamma kích thích sinh trưởng lymphô T và làm giảm các giai đoạn ban đầu của phát triển ung thư (đại tràng, cổ tử cung, phổi, bàng quang, bệnh bạch cầu) làm giảm rõ nguy cơ mắc lại ung thư bàng quang nguyên phát [4]
- Tác dụng kháng khuẩn: immune gamma chống một số khuẩn gây bệnh như E.coli, H.pylori, Listeria monocytogenes, Salmonella thyphimurium.
- Tác dụng khác: Chống viêm khớp, bệnh gan, tự kỷ, hội chứng mệt mỏi mạn tính.

## Công nghệ bào chế
Trước tiên, chủng vi khuẩn Lactobacillus fermentum thuần chủng được tách riêng và hoạt hóa bằng môi trường hoạt hoá giống (đạm, muối khoáng, đường glucose, sucrose), sau đó được "nuôi" bằng những nguyên liệu giàm đạm, amin, muối khoáng và đường để gia tăng số lượng (quá trình lên men).
Sau đó, lượng vi khuẩn này được trộn với một vài enzymes đặc hiệu. Những enzymes này có tác dụng "cắt đứt" mạch peptid giữa các mảnh peptidoglycan của thành vách vi khuẩn, và kết quả thu được là hỗn hợp mảnh các thành vách, cùng với nhân và RND của vi khuẩn. Nhờ ứng dụng của công nghệ sinh học, mỗi tế bào vi khuẩn được "chia cắt" thành hàng trăm ngàn mảnh nhỏ một cách nguyên vẹn.
Hỗn hợp thu được được lọc tách bỏ tạp enzymes thừa và các mảnh nhân tế bào, chỉ lấy các mảnh thành vách (cấu trúc peptidoglycan) của tế bào vi khuẩn.
Hỗn hợp tiếp tục được sấy, nghiền, cuối cùng được kiểm nghiệm, thu được thành phẩm – ImmuneGamma.